# Saint-Vigor-des-Mézerets

Saint-Vigor-des-Mézerets este o comună în departamentul Calvados, Franța. În 1 ianuarie 2018 avea o populație de 247 de locuitori.